# Mercedes-Benz Stadium
Das Mercedes-Benz Stadium ist ein American-Football- und Fußballstadion mit schließbarem Dach in der US-amerikanischen Stadt Atlanta im Bundesstaat Georgia. Im August 2017 ersetzte es den Georgia Dome als Spielstätte der Atlanta Falcons in der National Football League (NFL).

## Geschichte
Die neue Arena entstand in direkter Nachbarschaft südlich zur alten Heimstätte der Falcons. Des Weiteren soll das 2014 gegründete Atlanta United, ein Fußball-Franchise der Major League Soccer, seine Heimspiele in der neuen Sportarena austragen. Zu Spielen der Falcons bietet die Spielstätte rund 71.000 Plätze. Für besondere Veranstaltungen wie einen Super Bowl kann sie auf 75.000 Plätze erweitert werden. Wenn das neue MLS-Team im Stadion antritt, werden auf dem Unterrang ca. 29.000 Plätze zur Verfügung stehen.
Nach frühen Planungen aus dem Jahr 2011 sollten sich die Kosten des Baus auf 700 Mio. US-Dollar belaufen. Eine weitere Steigerung der Baukosten wurde Anfang Dezember 2014 bekannt. Zunächst stiegen die Kosten auf eine Milliarde US-Dollar. Nach zwischenzeitlich 1,2 Mrd. wurden sie im Ende 2014 auf 1,4 Mrd. US-Dollar aufgestockt. Am 14. November 2014 gab die National Collegiate Athletic Association (NCAA) bekannt, dass das Final Four der NCAA Men’s Division I Basketball Championship 2020 in der neuen Veranstaltungsstätte ausgetragen wird. Zu dieser Veranstaltung soll das Stadion, inklusive Innenraum, bis zu 83.000 Plätze bieten. Die Stadt Atlanta bewarb sich mit dem Neubau um den Super Bowl LIII im Jahr 2019 (Sonntag, 3. Februar 2019). Am 24. Mai 2016 verkündete die NFL, dass die Veranstaltung in Atlanta stattfinden wird.
Bis zum August 2015 trug der Neubau den Projektnamen New Atlanta Stadium. Am 24. August 2015 verkündete Arthur Blank, der Besitzer der Atlanta Falcons, dass Mercedes-Benz USA Namenssponsor der neuen Arena wird und sie in Zukunft Mercedes-Benz Stadium heißen wird. Der Vertrag hat eine Laufzeit von insgesamt 27 Jahren bis in das Jahr 2042. Über das finanzielle Volumen des Vertrages wurde nichts bekannt. Es sei aber der höchste Einzel-Sponsorenvertrag in der Geschichte von Mercedes-Benz. Im Mai 2016 wurde die in Atlanta ansässige Coca-Cola Company Getränke-Partner des neuen Stadions. Der Vertrag über die Ausschankrechte hat eine Laufzeit von zehn Jahren. An den rund 630 Verpflegungsständen werden zu Spielen der Atlanta Falcons wie auch Atlanta United Getränke der Marke verkauft. Coca-Cola ist seit 1966 bereits Partner der Falcons.
Nach mehreren Verzögerungen (besondere Schwierigkeiten bereiteten die komplizierte Stahldach-Konstruktion und der 335 Meter lange Videoleinwandring unter der kreisförmigen Dachöffnung) wurden die Einweihung und die Eröffnungspartie am 26. August 2017 gefeiert. In einem Spiel der Preseason traten die Atlanta Falcons gegen die Arizona Cardinals an. Die Hausherren verloren in ihrer neuen Heimat mit 14:24. Im ersten Spiel der Regular Season am 17. September 2017 bezwangen die Falcons die Green Bay Packers mit 34:23.
Am siebten Spieltag der Major League Soccer 2017 lockte die Partie der Atlanta United gegen Orlando City (3:3) am 16. September insgesamt 70.425 Zuschauer in das neue Stadion. Dies stellte einen neuen Zuschauerrekord der MLS dar. Die alte Bestmarke mit 69.255 Zuschauern stammte aus dem Jahr 1996 bei einem Heimspiel der Los Angeles Galaxy im Rose Bowl. Zum ersten Heimspiel der Atlanta United in der Major League Soccer 2018 gegen D.C. United (3:1) versammelten sich am 11. März 72.035 Zuschauer im Stadion. Damit brach Atlanta wiederum seinen eigenen, am 22. Oktober 2017 mit 71.824 Zuschauern gegen den Toronto FC (2:2) aufgestellten Besucherrekord. Damit fanden die drei bestbesuchten Partien der MLS im Mercedes-Benz Stadium statt.
Im Oktober 2017 vergab die MLS das All-Star Game 2018 nach Atlanta in das Mercedes-Benz Stadium. Am 8. Dezember 2018 fand der MLS Cup vor 73.019 Zuschauern im Mercedes-Benz Stadium statt. Das Finale konnte Atlanta United mit 2:0 über die Portland Timbers gewinnen.
Fast ein Jahr nach der Eröffnung ist das schließbare Dach voll funktionstüchtig. Am 26. Juli 2018 wurde die Konstruktion für einsatzbereit erklärt. Zuvor wurden nur zwei Spiele der Falcons und eine Partie der United unter freiem Himmel veranstaltet, da es immer wieder Probleme mit dem Dach gab. Im Rahmen eines Medientages wurde das Öffnen und Schließen vorgeführt. Es dauerte acht Minuten und zehn Sekunden das Dach zu öffnen. Der Schließvorgang benötigte sieben Minuten. Die Architekten hatten mit einer Zeit von bis zu zwölf Minuten gerechnet.
Am 22. Juli 2021 veranstaltete Kanye West ein Listening Event für sein kommendes Album Donda. Die Veranstaltung wurde auch exklusiv auf Apple Music gestreamt. Nach dem Ende der Veranstaltung beschloss West, vorübergehend im Stadion zu wohnen, um am Album weiterzuarbeiten, bis er es fertiggestellt hat. Dafür hat er die Umkleideräume in temporäre Aufnahmestudios und Wohnbereiche umgewandelt. Am 5. August 2021 wurde eine weitere Listening Party für das Album im Stadion veranstaltet.
Das Mercedes-Benz Stadium soll 2028 Austragungsort des Super Bowl LXII sein. Dies gab die National Football League am 15. Oktober 2024 bekannt. Atlanta war bisher drei Mal Schauplatz (1994, 2000 und 2019) des Super Bowl um die Vince Lombardi Trophy. Die ersten beiden Endspiele fanden im Georgia Dome statt.

## Galerie

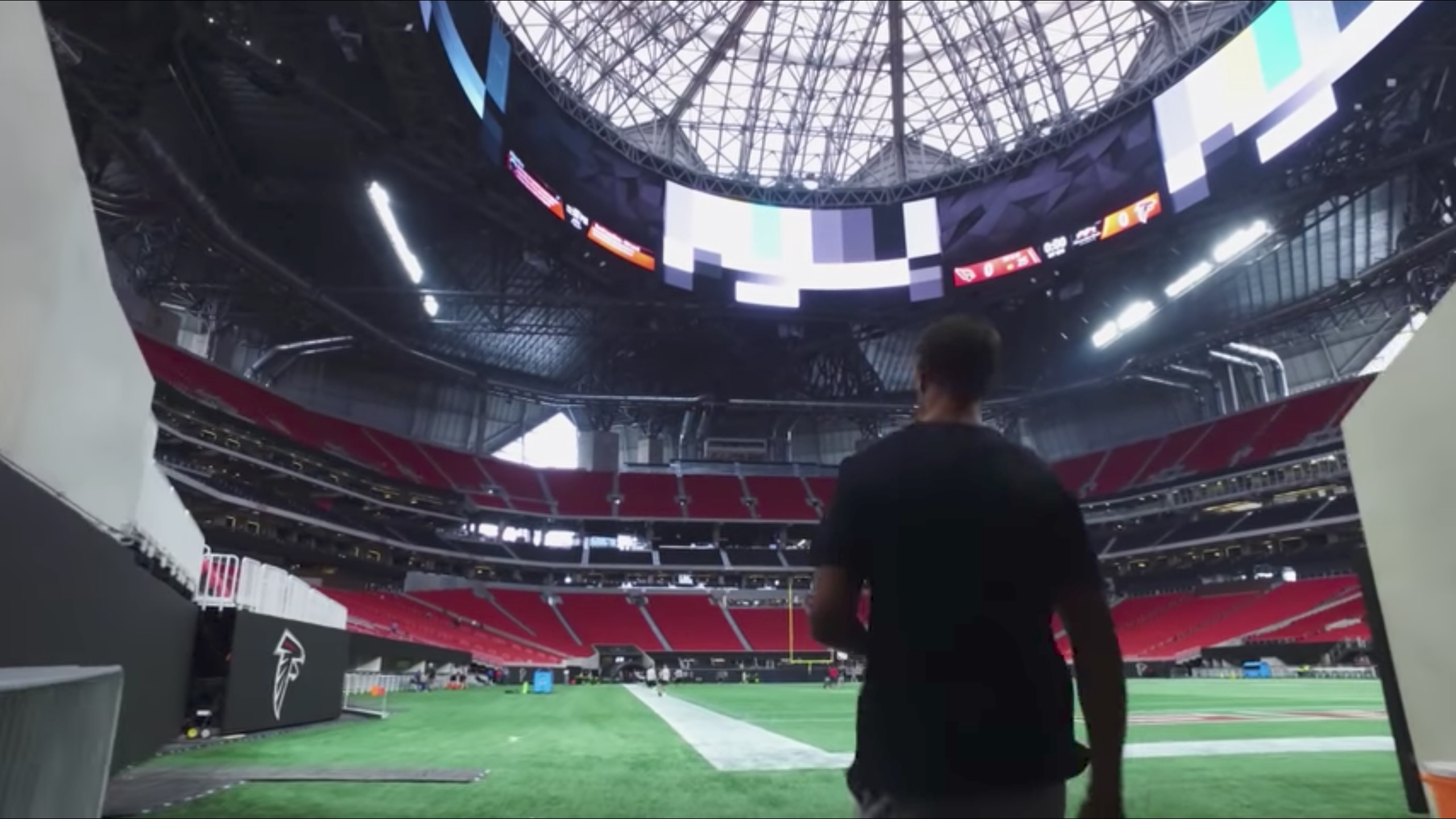
Der Stadioninnenraum im August 2017
Animation der schließbaren Dachkonstruktion
Animation aus der Vogelperspektive
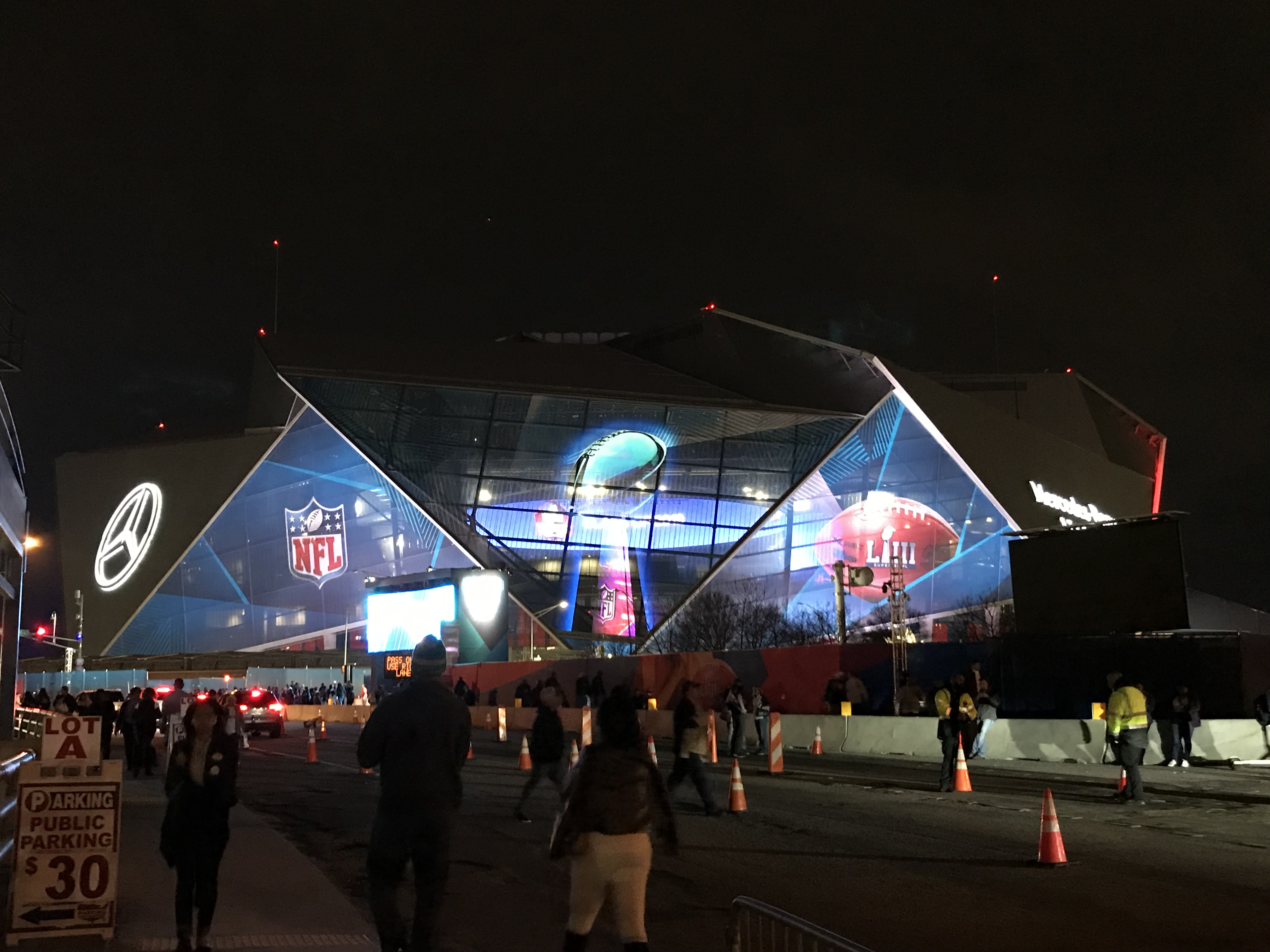
Die als Projektionsfläche dienende Stadionfassade beim Super Bowl LIII
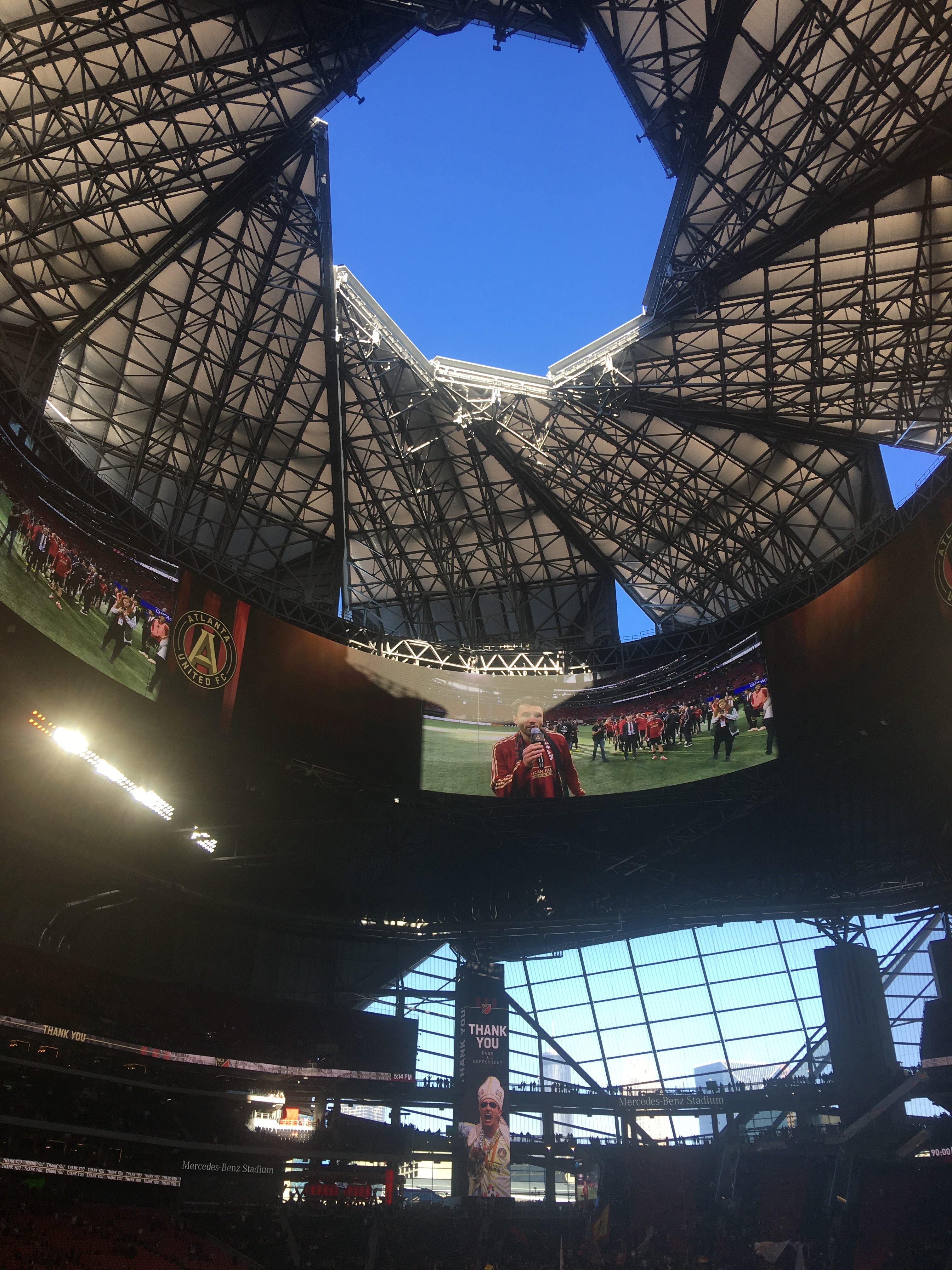
Innenansicht des Stadiondachs